# Aldo Eminente
Aldo Eminente (Hanói, Vietnam; 19 de agosto de 1931-25 de agosto de 2021) fue un nadador francés especializado en pruebas de estilo libre, donde consiguió ser medallista de bronce olímpico en 1952 en los 4 × 200 metros.

## Carrera deportiva
En los Juegos Olímpicos de Helsinki 1952 ganó la medalla de bronce en los relevos de 4 × 200 metros estilo libre, con un tiempo 8:45,9, tras Estados Unidos (oro) y Japón (plata); sus compañeros de equipo fueron los nadadores: Joseph Bernardo, Alexandre Jany y Jean Boiteux.